# Owen Wynne Jones
Owen Wynne Jones (4 mars 1828 - 4 avril 1870), parfois connu sous son nom bardique de Glasynys, est un pasteur gallois, folkloriste, poète et écrivain.

## Biographie
Owen Wynne Jones est né dans une maison appelée Ty'n-y-ffrwd, dans le village de Rhostryfan, près de Caernarfon. À l'âge de huit ans, il commence à lire la littérature galloise alors qu'il se remet d'une blessure à la jambe, et à l'âge de dix ans, il part travailler dans une carrière, mais retourne à l'école dans le village d'Y Fron, près de Caernarfon, à l'âge de dix-sept ans. Il commence ensuite à travailler comme maître d'école à Clynnog Fawr sur la péninsule de Llŷn et à Llanfachreth, Merionethshire. Il commence alors à aider Eben Fardd à organiser des eisteddfodau locaux.
En 1860, il devient pasteur anglican et travaille comme diacre à Llangristiolus et Llanfaethlu à Anglesey. Puis il s'installe à Pontlotyn dans le Monmouthshire, puis à Newport, où il coédite le périodique Y Glorian avec William Thomas (Islwyn). Il quitte le périodique, s'installe à Porthmadog, Llŷn, où il se marie, et s'installe à Tywyn, où il meurt à l'âge de quarante-deux ans.

## Travaux
Owen Wynne Jones écrit de la poésie, recueillie dans Fy Oriau Hamddenol (1854), Lleucu Llwyd (1858) et Yr Wyddfa (1877), des romans historiques dont Dafydd Llwyd, neu Dyddiau Cromwel, des articles et des lettres qui sont publiés dans Y Brython, Baner y Groes, Y Geninen et Yr Herald Gymraeg, et des nouvelles, racontant des contes folkloriques et décrivant des coutumes folkloriques, parues dans l'anthologie Cymru Fu (1862).
Un essai, "Welsh Fairy Tales" (1900) de John Rhys, s'inspire librement du travail d'Owen Wynne Jones et commente la mesure dans laquelle il a probablement combiné des histoires traditionnelles de diverses sources avec son propre traitement imaginatif de son matériel. Saunders Lewis, dans son introduction à une sélection de nouvelles, Straeon Glasynys (1943), confirme qu'Owen Wynne Jones est un artiste plus qu'un érudit critique du folklore, mais affirme sa vision imaginative d'un peuple gallois uni et enrichi par le folklore. et coutumes. Kate Roberts considère sa vie et ses réalisations aux côtés de celles de Richard Hughes Williams dans son essai, Dau Lenor o Ochr Moeltryfan (1970), et une sélection de son travail est traduite par Rob Mimpriss.

## Publications
- Fy Oriau Hamddenol (1854)
- Lleucu Llwyd (1858)
- Année Wyddfa (1877)
- Dafydd Llwyd (1857)
- Dafydd Gruffydd, pa beth wyt ti yn ei feddwl o'r Ddwy Fil a'r dydd hwnnw ? (1894)

## Sources
- Owen Wynne Jones, Halloween dans le Cwm : Les histoires de Glasynys. Edité et traduit par Rob Mimpriss. Livres Cocatrix, 2017. (ISBN 1912368145) .
- Owen Wynne Jones, Straeon Glasynys. Edité par Saunders Lewis. Denbigh : Y Clwb Llyfrau Cymreig, 1943.
- John Rhys, 'Contes de fées gallois.' Y Cymmrodor. 5.1 (1882).
- Kate Roberts, Dau Lenor ou Ochr Moeltryfan . Caernarfon : Llyfrgell Sir Caernarfon, 1970.
- Meic Stephens ( ed) , Le compagnon d'Oxford de la littérature du Pays de Galles. Oxford : presse universitaire d'Oxford, 1986.